# 2MASS J22282889–4310262
2MASS J22282889–4310262 är en ensam stjärna belägen i mellersta delen av stjärnbilden Tranan. Den har en skenbar magnitud av ca 15,7 (J) och kräver ett kraftfullt teleskop för att kunna observeras. Baserat på uppmätt parallax på ca 94,0 mas beräknas den befinna sig på ett avstånd av ca 35 ljusår (ca 10,6 parsec) från solen.

## Observation
2MASS J22282889–431022 är en brun dvärg som 2013 upptäcktes av rymdteleskopet Hubble och Spitzerteleskopet. Med hjälp av Hubble och Spitzer kunde NASA-astronomer utveckla den mest detaljerade "väderkartan" för bruna dvärgar, med hjälp av olika infrarött ljus att visa växlande ljusmönster och olika lager av material i vindstormarna (skikt genererade på grund av att vatten och metanångor är synliga vid olika infraröda våglängder). Denna observation var första gången som forskare kunde undersöka sådan variation på olika höjder hos en brun dvärg. I de yttre lagren av dess atmosfär kondenserar gaser till regndroppsliknande partiklar som består av sand och järn som faller in i stjärnans inre delar.

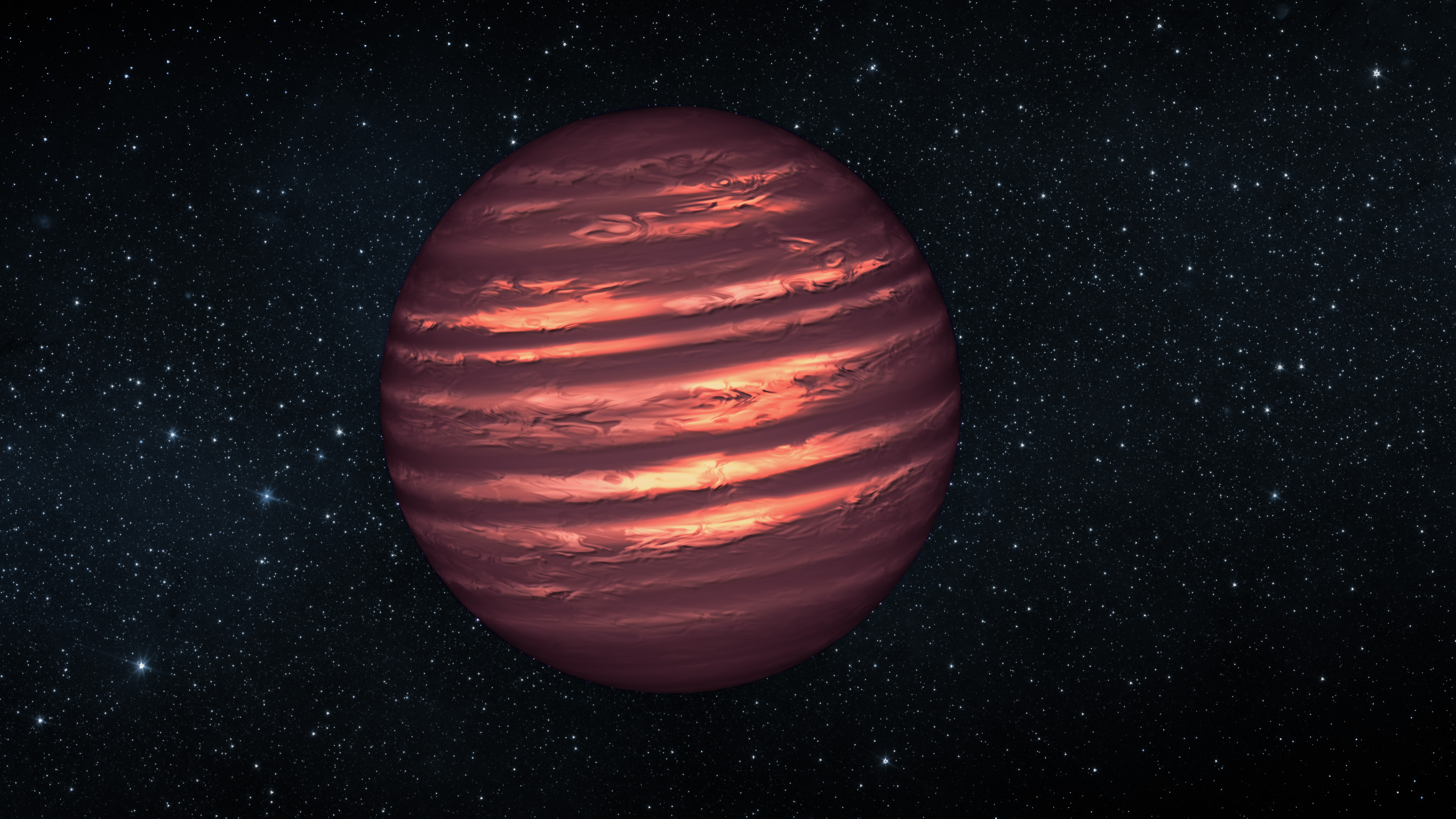
Konstnärens presentation av 2MASS J22282889–431022.

Forskare fastställde också att objektets temperatur varierar från 600 till 700 grader Celsius. Den bruna dvärgen roterar extremt snabbt, med 1,41 timmars rotationsperiod som den minsta tillförlitligt uppmätta rotationsperioden för den bruna dvärgen år 2021.